# Vivien Leigh
Vivien Leigh, Lady Olivier (născută Vivian Mary Hartley), (n. 5 noiembrie 1913, Darjeeling, India – d. 8 iulie 1967, Greater London, Anglia, Regatul Unit) a fost o actriță engleză de film și de teatru. Este laureată a două premii Oscar, unul pentru interpretarea personajului Scarlett O'Hara din Pe aripile vântului (1939), iar cel de-al doilea pentru rolul Blanche DuBois din producția Un tramvai numit dorință (1951), pe care l-a interpretat și în teatru în West End din Londra.
Vivien Leigh a fost o actriță prolifică, ea colaborând adesea pe plan artistic cu soțul său, Laurence Olivier, care a regizat multe dintre filmele ce au făcut-o celebră. De-a lungul celor 30 de ani de carieră, actrița a interpretat roluri variate, începând de la eroinele comediilor lui Noël Coward și ale lui George Bernard Shaw, până la personaje din opere clasice ale lui William Shakespeare, precum Ofelia, Cleopatra, Julieta sau Lady Macbeth.
Leigh s-a simțit adesea limitată datorită frumuseții sale foarte apreciate, despre care credea că o împiedică în a fi luată în serios în cariera sa ca actriță. Sănătatea ei șubredă s-a dovedit a fi, însă, cel mai mare obstacol. Fiind afectată de tulburare bipolară de-a lungul perioadei adulte, Vivien Leigh a câștigat reputația unei persoane foarte dificile, acest lucru afectând serios o carieră care avea să cunoască și perioade de declin. Odată cu înaintarea în vârstă, actrița a fost slăbită de reveniri frecvente ale tuberculozei, boală diagnosticată pentru prima oară la mijlocul anilor '40. Leigh și Olivier divorțează în 1960, iar actrița continuă să apară periodic în diferite filme și piese de teatru, până la decesul său din cauza bolii, în anul 1967.

## Primii ani și cariera în actorie
Leigh născută sub numele de Vivian Mary Hartley în Darjeeling, Bengalul de Vest, India Britanică (acum India), este fiica lui Ernest Hartley, un ofițer britanic înrolat în Cavaleria indiană, și a Gertrudei Robinson Yackje, a cărei ascendență familială este disputată. Ea a pretins că este de origine irlandeză, însă recent au fost produse dovezi care atestă apartenența sa indiană. Cei doi s-au căsătorit în Kensington, Londra în anul 1912. În 1917, Ernest Hartley a fost detașat în Bengaluru, în timp ce Gertrude și Vivien au locuit în Ootacamund.
Vivien Hartley a avut prima apariție pe o scenă la vârsta de trei ani, când a recitat poezia Micuța Bo Peep, în cadrul trupei de teatru a mamei sale. Gertrude Hartley a încercat să-i transmită fiicei sale iubirea pentru literatură și i-a captat interesul pentru lucrările unor scriitori precum Hans Christian Andersen, Lewis Carroll și Rudyard Kipling, dar și pentru povestirile mitologiei grecești. Fiind singurul copil al cuplului Vivian-Hartley, a beneficiat de o educație înaltă, studiind la „Convent of the Sacred Heart” (în română „Mănăstirea Inimii Sacre”) din Roehampton, Londra, în anul 1920. La mănăstire, cea mai bună prietenă a sa a fost viitoarea actriță Maureen O'Sullivan, căreia i-a mărturisit dorința de a deveni, la rându-i, o „mare actriță”.
Vivian Hartley și-a desăvârșit studiile în Europa, reîntorcându-se la părinții săi, în Anglia, în anul 1931. Aflând că unul dintre filmele în care juca prietena sa, Maureen O'Sullivan, rula la teatrul West End, Vivien le-a mărturisit și părinților săi că dorința ei este să devină actriță. S-a bucurat de sprijinul amândurora, tatăl său a ajutând-o să se înscrie în Academia Regală de Artă Dramatică (ARAD) din Londra.
La finele anului 1931, Vivien îl întâlnește pe Herbert Leigh Holman, cunoscut sub numele de Leigh,  un avocat cu treisprezece ani mai în vârstă decât ea. În ciuda rezervelor acestuia în privința meseriei de actriță, cei doi se căsătoresc pe data de 20 decembrie 1932, iar în perioada următoare ea își încheie studiile la ARAD. Pe 12 octombrie 1933 dă naștere unei fetițe, căreia i-a dat numele Suzanne. Vivien s-a simțit însă sufocată de acest mariaj. După divorț, prietenii au recomandat-o regizorului Albert de Courville pentru un rol în filmul Things Are Looking Up, care a marcat debutul său în carieră. S-a logodit cu un agent, John Gildon, care îi sugerează să își schimbe numele profesional din Vivian Holman în Vivian Leigh. Gildon a recomandat-o lui Alexander Korda drept o posibilă achiziție artistică, însă Korda a refuzat-o din pricina „lipsei de potențial”.
După apariția în filmul The Mask of Virtue în anul 1935, Leigh primește recenzii excelente din partea criticilor, urmate de interviuri și articole în ziare. Într-unul din ele, publicat în tabloidul britanic Daily Express, reporterul remarcă „o schimbare rapidă pe chipul acesteia”: acesta este primul articol în care e menționată capacitatea lui Leigh de a-și schimba cu ușurință expresiile feței. John Betjeman, viitorul poet laureat, a scris despre ea numind-o esența  adolescenței engleze. Alexander Korda, care asistă la una dintre reprezentațiile nocturne ale lui Vivien Leigh, își recunoaște greșeala și îi propune acesteia un contract pentru a interpreta diverse roluri în trupa sa de teatru. Ea semnează contractul, respectându-l întru totul, însă atunci când Korda mută sediul teatrului într-o sală mai mare, Leigh nu mai reușește să-și dozeze glasul și să atragă atenția unui public cu mult mai numeros, spectacolul respectiv fiind oprit în scurtă vreme. În 1960 Leigh avea să-și amintească diferența față de prima oară când a fost apreciată de critici câștigând o faimă subită, comentând că “unii critici au fost atât de nechibzuiți încât să spună că eram o mare actriță. Și m-am gândit că aceste afirmații erau prostești, chiar perfide, deoarece puneau atâtea responsabilități pe umerii mei, pe care pur și simplu nu le puteam căra. Și au trecut mulți ani până să ajung să fiu demnă de acele prime observații. Mi se pare atât de prostesc. Mi-l amintesc foarte bine pe critic și nu l-am iertat nici până acum”.

## Întâlnirea cu Laurence Olivier

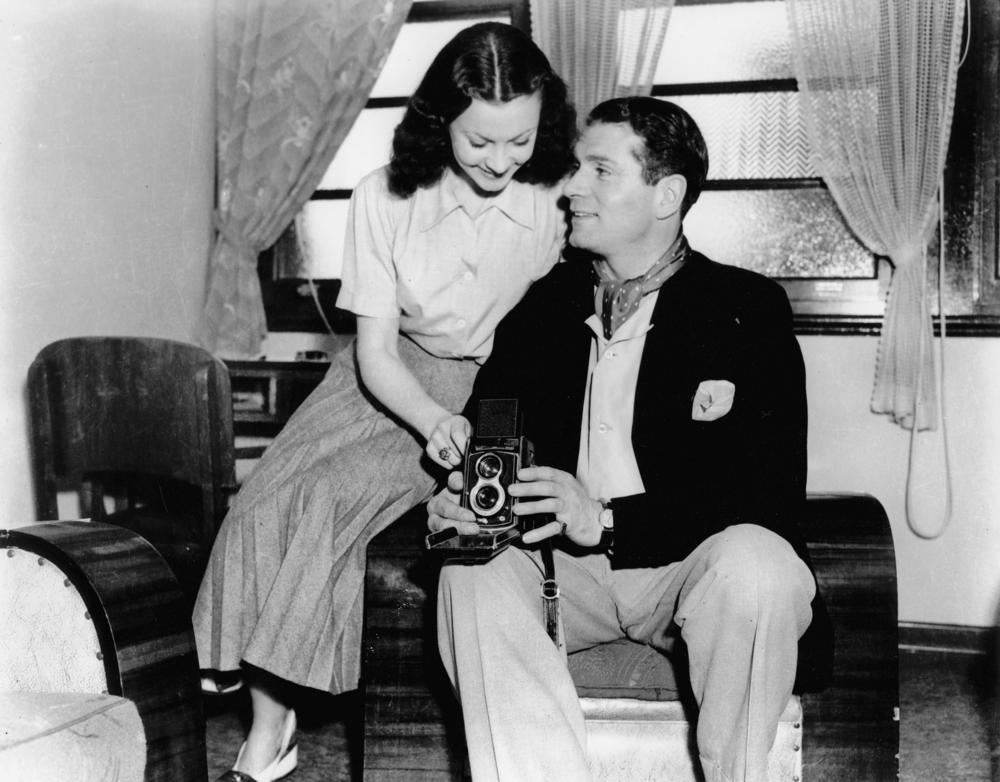
Leigh împreună cu Laurence Olivier în 1948.

Laurence Olivier a văzut-o pe Leigh jucând în The Mask of Virtue, între cei doi dezvoltându-se o prietenie după ce acesta a felicitat-o pentru interpretarea sa. În timp ce jucau rolul unor iubiți în filmul Fire Over England (1937), între Olivier și Leigh s-a declanșat o atracție puternică, iar după terminarea filmului, între cei doi a început o adevărată poveste de dragoste. În tot acest timp Leigh a citit romanul Pe aripile vântului, scris de Margaret Mitchell și i-a cerut impresarului său să o sugereze lui David O. Selznick, care plănuia realizarea unui film. Ea a declarat unui jurnalist: „Eu am primit rolul lui Scarlett O'Hara”, iar criticul C. A. Lejeune și-a reamintit o conversație din aceeași perioadă în care Leigh „i-a șocat pe toți” cu afirmație referitoare la Olivier: „nu-l va juca pe Rhett Butler, dar eu ar trebui să joc rolul lui Scarlett O'Hara. Așteptați și veți vedea”.
Leigh a jucat rolul Ofeliei, din tragedia Hamlet, la teatrul Old Vic într-o producție a lui Olivier. Câțiva ani mai târziu, Olivier și-a amintit de un incident de-a lungul căruia Leigh și-a schimbat foarte repede starea de spirit în timp ce se pregătea să intre pe scenă. Fără o provocare aparentă, ea a început să țipe la Olivier, pentru ca ulterior să se liniștească brusc. Ea a fost capabilă să interpreteze rolul fără nici o problemă, iar în ziua următoare ea a revenit la normal, fără a-și reaminti de acest incident. Aceasta a fost prima dată când Olivier a asistat la un astfel de comportament al lui Leigh. Cei doi s-au mutat împreună deși Holman (soțul lui Leigh) și soția lui Olivier, actrița Jill Esmond, au refuzat să accepte divorțul.
Leigh a apărut alături de Robert Taylor, Lionel Barrymore și Maureen O'Sullivan în producția A Yank at Oxford (1938), primul dintre filmele în care a jucat ea și care a primit o atenție deosebită în S.U.A.. De-a lungul producerii filmului ea a câștigat reputația unei persoane dificile și iraționale, iar Korda i-a spus impresarului său că, în cazul în care ea nu își revizuiește comportamentul, el nu îi va reînnoi contractul. Următorul său rol a fost cel alături de Charles Laughton, în producția St. Martin's Lane (1938).

## Acumularea succesului internațional
Olivier a încercat de-a lungul timpului să își întărească cariera de actor, dar în ciuda succesului dobândit în Marea Britanie, el nu a fost foarte apreciat în S.U.A., iar încercările sale de a intra pe piața americană au eșuat. Acceptând rolul lui Heathcliff din producția lui Samuel Goldwyn numită Wuthering Heights (1939), Olivier a plecat spre Hollywood lăsând-o pe Vivien în Londra. Goldwyn și regizorul filmului, William Wyler i-au propus lui Leigh rolul Isabellei, dar ea a refuzat, spunând că singurul rol pe care l-ar accepta ar fi cel al lui Cathy, care fusese deja distribuit Merlei Oberon.

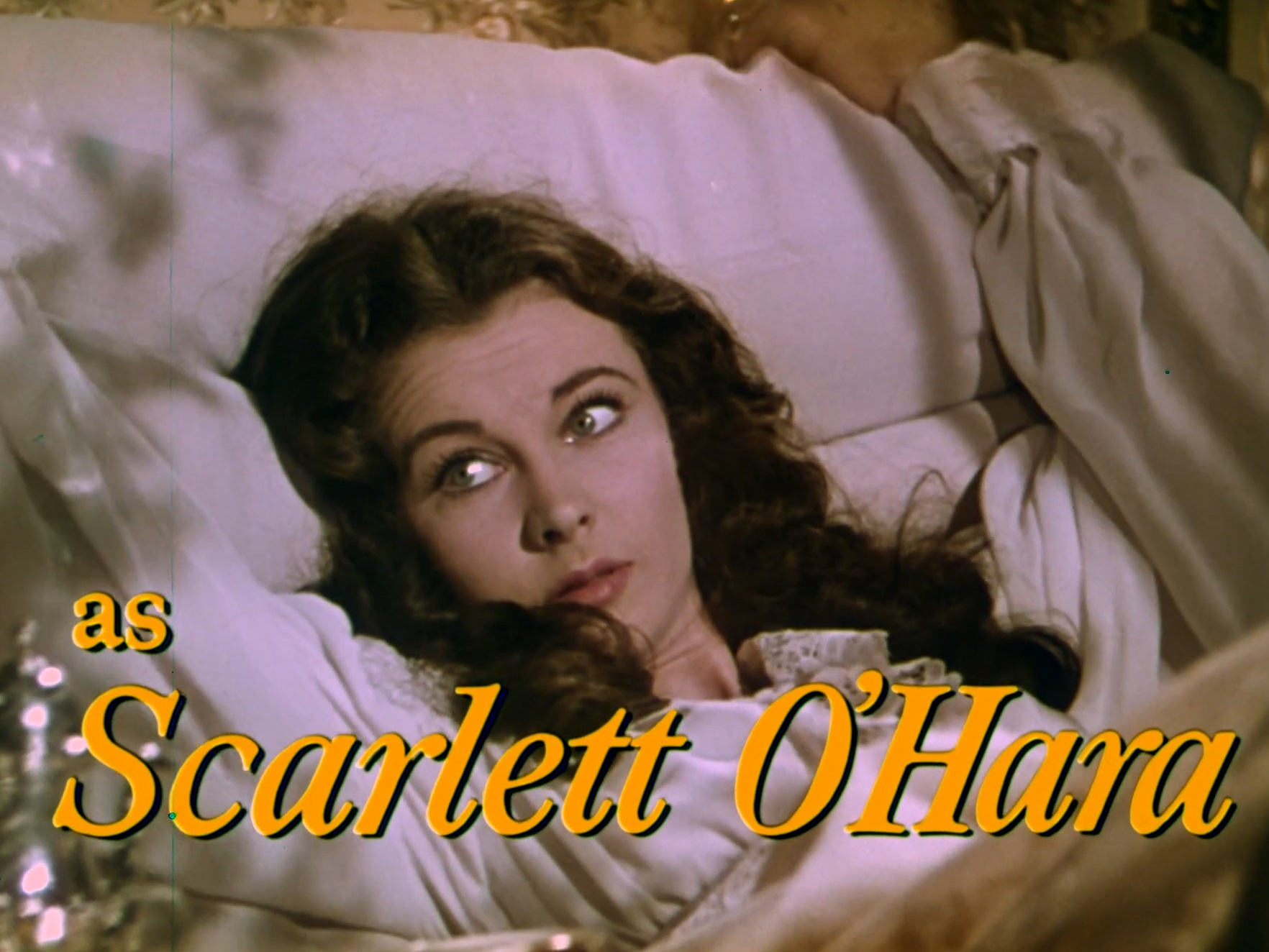
Leigh în filmul de prezentare pentru Pe aripile vântului (1939)

În acest timp la Hollywood erau desfășurate castinguri ample pentru găsirea actriței perfecte care urma să o interpreteze pe Scarlett O'Hara în filmul Pe aripile vântului (1939), produs de David O. Selznick. Leigh i-a cerut impresarului său, Myron Selznick (frate cu David) să o înscrie la preselecții pentru acest rol. În aceeași lună, David Selznick a urmărit-o pe Leigh în filmele sale celebre, Fire Over England și A Yank at Oxford, iar după aceasta ea a devenit una dintre favoritele castingului. Între lunile februarie și august, Selznick a urmărit toate reprezentațiile sale, iar la finele lui august negocia cu producătorul Alexander Korda, cu care Leigh semnase un contract. Pe data de 18 octombrie Selznick i-a spus regizorului George Cukor că și-o dorește pe Leigh în rolul lui Scarlett. În acest timp, Leigh s-a mutat în Los Angeles, alături de Olivier. Când Myron Selznick, care îl reprezenta și pe Olivier, a întâlnit-o pe Leigh a constatat că aceasta are calitățile pe care fratele său, David O. Selznick le căuta. Myron Selznick i-a dus pe cei doi pe platourile de filmare și i-a prezentat-o fratelui său pe Leigh. În ziua următoare, Vivien Leigh a interpretat o scenă pentru Selznick, care organizase o filmare de probă. Acesta i-a scris soției sale: „Ea este o concurentă neașteptată și se prezintă excepțional de bine. O spun doar pentru tine, nu pentru toată lumea: în prezent mai consider pentru selecție doar pe Paulette Goddard, Jean Arthur, Joan Bennett și Vivien Leigh”. Regizorul George Cukor era de acord și a prețuit „sălbăticiunea incredibilă” a lui Leigh, căreia i s-a oferit rolul puțin timp după aceea.
Filmările s-au dovedit dificile pentru Leigh; Cukor a fost concediat și înlocuit de Victor Fleming, cu care Leigh a avut deseori conflicte. Ea și Olivia de Havilland s-au întâlnit în secret cu Cukor în weekend-uri pentru a-i cere sfaturi acestuia pentru cum ar trebui să își interpreteze rolurile. Ea s-a împrietenit cu Clark Gable, cu soția sa Carole Lombard și de Havilland, dar a avut conflicte cu Leslie Howard, cu care trebuia să joace câteva scene emoționante. Ea a fost nevoită să lucreze câteodată șapte zile pe săptămână, uneori până târziu în noapte și astfel relația sa cu Olivier s-a răcit periodic, din lipsa comunicării. Într-o scrisoare adresată lui Leigh Holeman ea a menționat: „Nu pot să sufăr Hollywood-ul [...] Nu mă voi obișnui niciodată cu asta — acum urăsc actoria”.
În anul 2006, de Havilland a răspuns la acuzațiile de comportament maniac ale lui Leigh de-a lungul filmărilor la producția Pe aripile vântului, în biografia lui Laurence Olivier. Ea a apărat-o pe Leigh, spunând: „Vivien a fost profesional impecabilă, disciplinată impecabil la Pe aripile vântului. Ea a avut două mari temeri: să dea tot ce are mai bun într-un rol extrem de greu și lunga despărțire de Larry [Olivier], care era la New York”.
Pe aripile vântului i-a adus lui Leigh imediat atenția criticilor și faimă, dar ea a fost surprinsă spunând: „Eu nu sunt o stea de cinema — sunt o actriță. Existența unei stele de cinema — doar a unei stele de cinema — este o viață prefăcută, trăită pentru valori false și pentru publicitate. Actrițele își continuă existența pentru o durată lungă și apar totdeauna roluri minunate care să fie jucate”. Împreună cu cele zece premii ale academiei câștigate de către film, acesta i-a adus multe alte premii de prestigiu lui Leigh pentru acest rol.

## Mariajul și proiecte comune

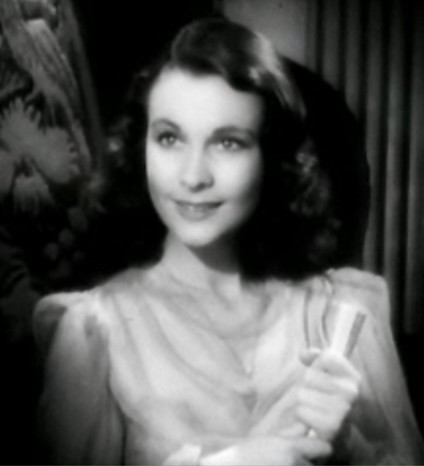
Vivien în Podul Waterloo (1940)

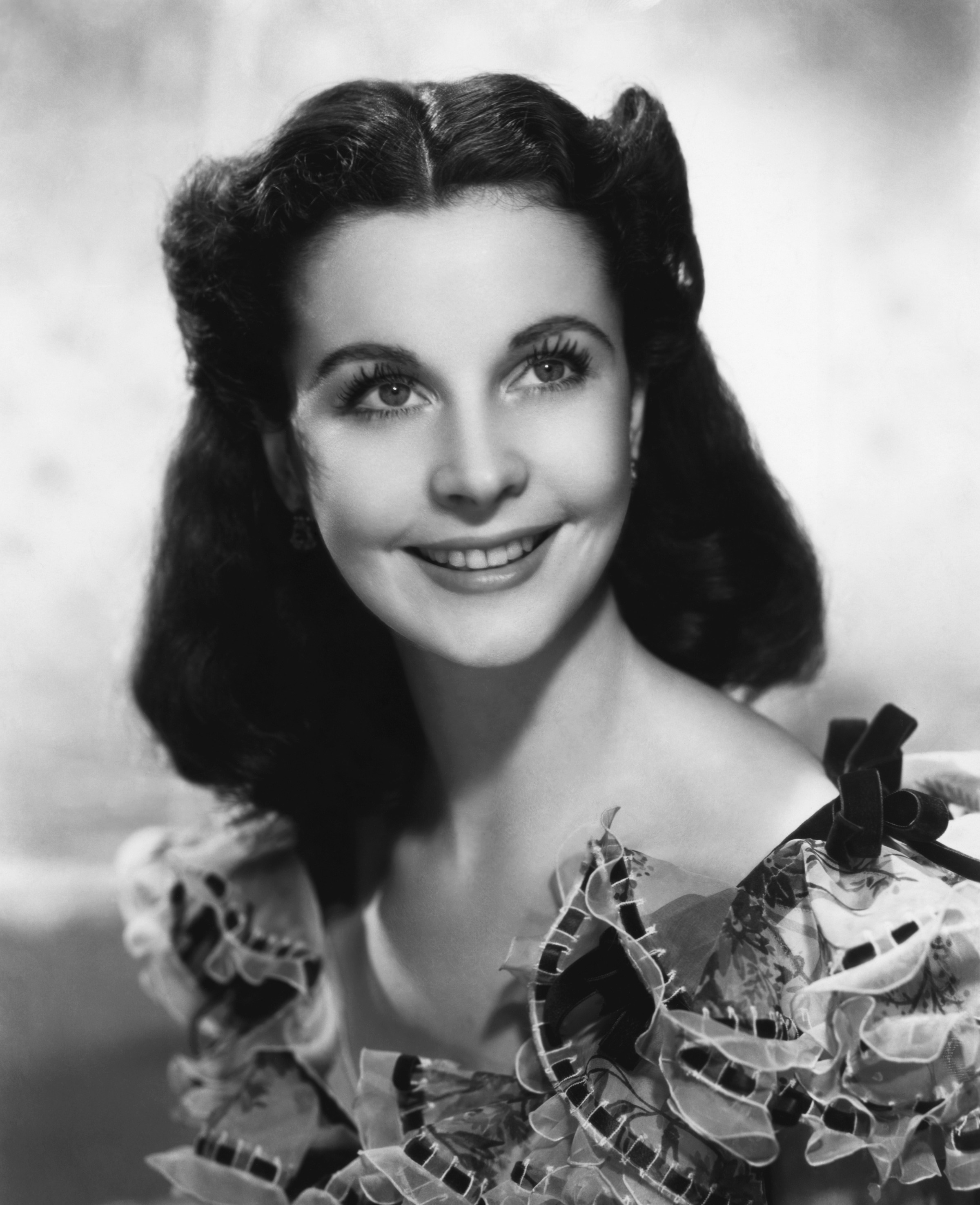
Vivien Leigh în 1941

În luna februarie a anului 1940, Jill Esmond a fost de acord să divorțeze de Olivier, iar Holman a renunțat de asemenea la mariajul cu Leigh, totuși cei doi au rămas prieteni până la moartea lui Vivien. Esmond a primit custodia lui Tarquin, fiul său și al lui Olivier, iar Holman a obținut custodia lui Suzanne, fiica sa și a lui Leigh. Pe data de 30 august, Olivier și Leigh s-au căsătorit în Santa Barbara, California, în cadrul unei ceremonii la care au participat doar martorii: Katharine Hepburn și Garson Kanin.
Leigh a sperat că poate juca alături de Olivier în filmul Rebecca, producție a lui Alfred Hitchcock, în care Olivier a jucat rolul principal. După ce a dat o probă, Leigh a fost refuzată, iar rolul a fost obținut de Joan Fontaine. Producătorii au observat că Leigh „nu avea nici sinceritatea, nici vârsta sau inocența” personajului. Ei au remarcat de asemenea  lipsa de interes a actriței, care a crescut spectaculos după confirmarea lui Olivier în rolul principal. Selznick a refuzat să o distribuie pe Leigh alături de Olivier în filmul Mândrie și prejudecată (1940), iar Greer Garson a obținut rolul pe care și-l dorea Leigh. Podul Waterloo urma să fie primul film în care cuplul să joace împreună; totuși, Selznick l-a înlocuit pe Olivier cu Robert Taylor (actor), care era considerat unul dintre cei mai de succes actori ai companiei Metro-Goldwyn-Mayer. Salariul de top a lui Leigh reflecta la momentul respectiv statutul său la Hollywood și, în ciuda opoziției sale de a nu juca fără Olivier, filmul nu numai că s-a bucurat de popularitate în rândul criticilor și a audienței, dar a devenit și filmul preferat al actriței.
Ea și Olivier au pus în scenă producția Romeo și Julieta peBroadway. Presa din New York a avut o atitudine ostilă față de această producție. Criticul Brooks Atkinson a scris pentru tabloidul The New York Times: Cu toate că doamna Leigh și domnul Olivier sunt niște tineri foarte frumoși ei pot cu greu să își joace rolurile. În timp ce o mare parte din criticile aduse producției au fost atribuite modului de a juca și regiza a lui Olivier, Leigh a fost de asemenea criticată de către Bernard Grebanier, care a remarcat „vocea subțire, asemănătoare cu cea a unei vânzătoare de prăvălie a Drei. Leigh”. Cuplul a investit în această producție aproape toată averea lor, iar eșecul acesteia a fost un dezastru financiar pentru ei.
Cuplul a filmat o nouă producție, numită That Hamilton Woman (1941) care l-a avut pe Olivier în rolul lui Horatio Nelson și pe Leigh în rolul Emmei Hamilton. Marea Britanie fiind implicată în Cel de-al doilea război mondial, filmul a fost una dintre producțiile Hollywood-ului care răspândea o atitudine pro-britanică în America. Filmul a fost popular în Statele Unite și a obținut un succes neașteptat în Uniunea Sovietică. Winston Churchill a organizat o serată la care a fost invitat și Franklin D. Roosevelt, la finalul căreia s-a adresat invitaților spunând: „Domnilor, am avut impresia că acest film v-ar interesa, deoarece arată mari evenimente, asemănătoare cu cele la care tocmai ați participat”. Soții Olivier au rămas preferații lui Churchill, participând, în urma invitației sale, la dineuri și alte întâlniri, cât timp a trăit. Se spune că despre Leigh el  a afirmat: „Fără îndoială, este o persoană de calitate excepțională”.
Cei doi s-au întors în Anglia, iar Leigh a început un turneu de promovare în Africa Nordică în 1943, jucând pentru soldații britanici din regiune, înainte de a se îmbolnăvi. Primele simptome au fost o tuse permanentă și febra. În 1944 a fost diagnosticată cu tuberculoză la plămânul stâng, dar după câteva săptămâni petrecute în spital, ea părea să fie vindecată. În primăvară, pe când filma Cezar și Cleopatra (1945) a descoperit că este însărcinată, dar a pierdut sarcina. A căzut într-o depresie puternică care a atins pragul maxim în momentul în care l-a atacat verbal și fizic pe Olivier, până când a căzut la pământ. Acesta a fost prima dintre multele căderi psihice produse de către tulburarea bipolară de care suferea. Olivier a recunoscut simptomele acestei boli după un incident îngrijorător — câteva zile de hiperactivitate urmate de o perioadă de depresie și o cădere inexplicabilă, după care Leigh nu avea nicio amintire despre eveniment, dar era stânjenită și avea remușcări.
Și-a revenit îndeajuns pentru a juca într-o piesă de teatru a lui Thornton Wilder numită Prin urechile acului, dar filmele sale din acea perioadă, Cezar și Cleopatra (1945) și Anna Karenina (1948) nu s-au bucurat de succes.
În 1947, Olivier a fost declarat cavaler, iar Leigh l-a însoțit la Palatul Buckingham pentru învestire. Ea a devenit Lady Olivier, iar după divorț, conform legilor, a fost cunoscută sub numele de Vivien, Lady Olivier.

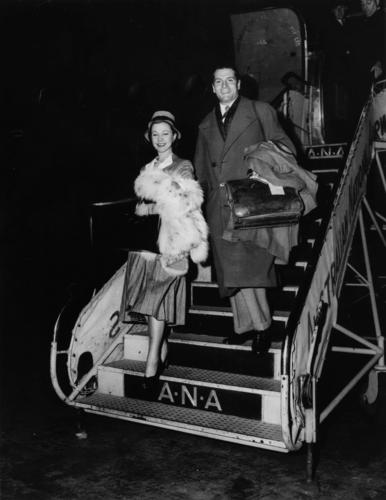
Olivier și Leigh aterizând în Brisbane, Australia, în iunie 1948

În anul 1948 Olivier a intrat în conducerea teatrului Old Vic, iar el și Leigh au pornit într-un turneu în Australia și Noua Zeelandă pentru a strânge fonduri pentru teatru. De-a lungul acestui turneu de șase luni, Olivier a jucat diferite piese, unele alături de Leigh (The School for Scandal sau Prin urechile acului). Călătoria a avut un succes neașteptat, dar i-a adus lui Leigh  mai multe probleme de sănătate precum insomnia și i-a permis dublurii sale să joace în locul său pentru o săptămână timp în care a fost asaltată de ziariști, prilej cu care Olivier a mărturisit că ea are abilitatea de a vrăji presa. Membrii companiei și-au amintit de câteva certuri în cuplu care au avut loc de-a lungul călătoriei. Cel mai dramatic conflict a avut loc în Christchurch, când Leigh a refuzat să își joace rolul. Olivier a lovit-o pe aceasta peste față, iar ea, la rândul ei l-a lovit și l-a înjurat înainte de a intra pe scenă. La finalul turneului cei doi erau extenuați și bolnavi, iar Olivier i-a spus unui jurnalist: „Poate că nu o știi, dar vorbești cu un cuplu de corpuri mergătoare”. După o perioadă el a comentat că a „pierdut-o pe Vivien” în Australia.
Succesul obținut în turneu i-a încurajat pe cei doi să facă o primă apariție împreună pe scena teatrului West End, Antigona, inclusă în repertoriu la insistența lui Leigh, care voia să joace într-o tragedie.

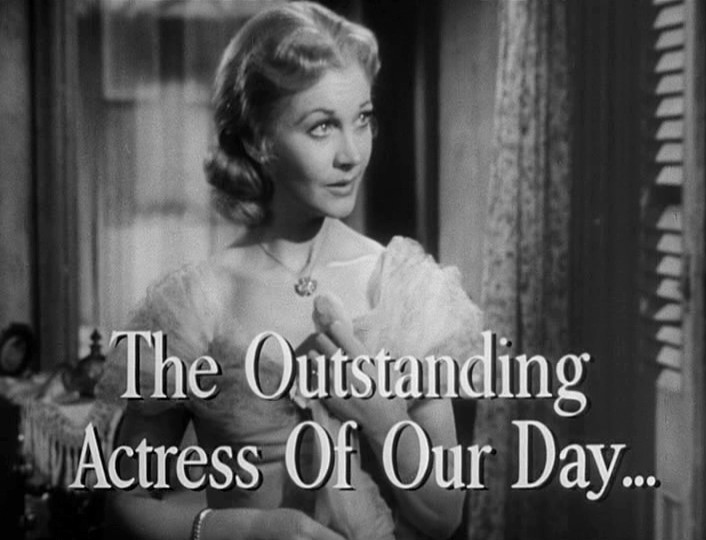
În rolul Blanche DuBois, în filmul Un tramvai numit dorință (1951).

După o perioadă Leigh a văzut rolul lui Blanche DuBois, în piesa lui Tennessee Williams numită Un tramvai numit dorință. Ea a fost distribuită în acest rol după ce producătoarea Irene Mayer Selznick a urmărit-o pe Leigh în toate filmele sale. Piesa conținea scena unui viol și referințe despre promiscuitate și homosexualitate, fiind astfel suficient de controversată. Discuțiile presei referitoare la „corectitudinea alegerii sale în acest rol”, s-au alăturat anxietății lui Leigh, creându-i o stare neplăcută, dar ea credea în importanța muncii sale. Criticul Kenneth Tynan a comentat că Leigh a fost prost aleasă pentru acest rol deoarece, în opinia sa, actorii britanici erau „prea bine crescuți pentru a se implica complet emoțional pe scenă”. În ciuda criticilor aspre, ea a continuat să joace acest rol, reușind să aibă și susținători, printre care Noel Coward, care a descris-o pe aceasta ca fiind „magnifică”.
După 326 de spectacole, Leigh și-a încheiat contractul, dar curând ea a primit rolul în filmul cu același nume. Umorul său și felul de a fi au ajutat-o pe Leigh să devină bună prietenă cu actorul Marlon Brando, alături de care a jucat în acest film. Totuși, ea a avut o relație dificilă cu regizorul Elia Kazan care nu o aprecia din punct de vedere profesional. Mai târziu el a declarat că „ea avea puțin talent”, dar după ce munca la film a progresat, el a devenit „plin de admirație” pentru „cea mai mare determinare pe care a cunoscut-o la o actriță. Ea s-ar fi târât pe cioburi de sticlă dacă acest lucru ar fi ajutat-o în interpretarea sa”. Leigh a declarat că rolul acesta a fost istovitor, iar într-un interviu acordat ziarului Los Angeles Times ea a comentat: „Am jucat rolul lui Blanche DuBois la teatru pentru nouă luni. Ea mă controlează acum”. Filmul i-a adus lui Leigh cel de-al doilea premiu Oscar la categoria Cea mai bună actriță, unul BAFTA și unul din partea Criticilor de film din New York. Tennessee Williams a comentat că Leigh a adus rolului „tot ce voia și mult mai mult decât își putea imagina”, dar în următorii ani, Leigh ar fi declarat că rolul lui Blanche DuBois ar fi „adus-o în pragul nebuniei”.

## Agravarea bolii
În anul 1951, Leigh și Olivier au interpretat două piese: Antoniu și Cleopatra — a lui William Shakespeare și Cezar și Cleopatra — a lui George Bernard Shaw, fiecare pe rând într-o seară, spectacole cu care au obținut recenzii pozitive. Au deplasat producțiile la New York, unde au muncit timp de un sezon în anul 1952 la Teatrul Ziegfeld. Recenziile au fost și de această data pozitive, dar criticul Kenneth Tynan i-a înfuriat pe cei doi când a sugerat că Leigh nu este foarte talentată și că îi compromite talentul lui Olivier. Comentariile diatribe ale lui Tynan aproape că au produs un nou colaps în viața lui Leigh; aceasta, fiind speriată de gândul eșecului și dorind să obțină succes, s-a concentrat pe comentariile acestuia, ignorând recenziile pozitive făcute de ceilalți critici, încercând să își îndrepte greșelile.

Olivier și Leigh în 1955, în timpul producției piesei Titus Andronicus

În ianuarie 1953, Leigh a călătorit în Sri Lanka pentru a filma producția Plantatia Elephant Walk, alături de Peter Finch. La scurt timp după ce au început filmările, ea a suferit o cădere, iar Paramount Pictures a înlocuit-o pe Leigh cu Elizabeth Taylor. Olivier a adus-o înapoi la casa lor din Anglia, unde între perioade de incoerență, Leigh i-a spus acestuia că era îndrăgostită de Finch, și că avea o aventură cu acesta. Ea și-a revenit treptat după o perioadă de câteva luni. Ca rezultat al acestui episod, mulți dintre prietenii lui Olivier au aflat despre problemele cuplului. David Niven a spus că „a fost puțin, puțin nebună”, iar Noel Coward a scris în jurnalul său surprinderea sa: „lucrurile au fost proaste și s-au înrăutățit după 1948 sau undeva pe acolo”.
Leigh și-a revenit suficient pentru a juca alături de Olivier în 1953, iar în 1955 cei doi au interpretat trei drame ale lui Shakespeare: Macbeth, Titus Andronicus și A douăsprezecea noapte. S-au bucurat de succes, primind recenzii pozitive, sănătatea lui Leigh părând stabilă. Noel Coward se bucura de succes cu piesa South Sea Bubble, care o avea pe Leigh în rolul principal, dar ea a rămas însărcinată și s-a retras din producție. Câteva săptămâni mai târziu ea a suferit un nou avort și a intrat într-o perioadă de depresie, care a durat câteva luni. L-a însoțit pe Olivier în turneul de promovare al acestuia din Europa, de-a lungul căruia a avut câteva izbucniri nervoase. După întoarcerea lor la Londra, fostul său soț, Holman Leigh, care continua să aibă o influență puternică asupra sa, a stat alături de cuplu, pentru a calma-o pe Vivien.
În 1958, considerând mariajul său încheiat, Leigh a început o relație cu actorul John Merivale, care era la curent de boala acesteia și l-a asigurat pe Olivier că va avea grijă de ea. Ea a obținut succes în 1959 în comedia lui Noel Coward, numită Look After Lulu, Leigh fiind descrisă de către tabloidul britanic The Times astfel: „frumoasă, la modă și cu prezență de spirit, ea este doamnă în fiecare situație”.
În 1960, ea și Olivier au divorțat, iar Olivier s-a căsătorit cu actrița Joan Plowright. În autobiografia sa, el comenta anii de probleme pe care i-a avut din pricina bolii lui Leigh, scriind că, „în ciuda firii sale monstruoase, depresiv maniace, ea și-a păstrat calmul și o atitudine distantă, care nu dezvăluia starea ei mentală proastă, dar față de el nu ezita să aibă reacții nervoase”.

## Ultimii ani și decesul
Merivale a avut o influență stabilă asupra lui Leigh, dar în ciuda satisfacției aparente a acesteia ea a fost surprinsă spunând că : „mai degrabă ar trăi o viață scurtă alături de Larry [Olivier], decât una lungă în lipsa lui”. Primul său soț, Leigh Holman, a petrecut o perioadă considerabilă alături de ea în acea perioadă. Merivale a însoțit-o într-un turneu de promovare în Australia, Noua Zeelandă și America Latină, care a început în luna iulie a anului 1961 și s-a sfârșit în mai 1962. A primit cronici bune de-a lungul acestei călătorii. Deși a avut câteva depresii, a continuat să lucreze în teatru, iar în anul 1963 a câștigat un premiu Tony pentru cea mai bună actriță într-un rol principal dintr-un musical, pentru interpretarea din Tovarich. A mai apărut și în filmele O nouă primăvară (1961) și Corabia nebunilor (1965).
În luna mai a anului 1967 ea urma să joace alături de Michael Redgrave în producția lui Edward Albee, numită A Delicate Balance, când s-a îmbolnăvit din nou de tuberculoză, de care suferea de peste douăzeci de ani, însă după câteva săptămâni de odihnă părea să se însănătoșească din nou. În seara de 7 iulie, Merivale a plecat, ca de obicei, pentru a-și juca rolul la teatru și s-a întors noaptea, găsind-o pe Leigh dormind. Aproximativ treizeci de minute mai târziu (acum 8 iulie), el s-a întors în dormitor, unde a găsit-o pe Leigh întinsă pe podea. Încercase să meargă la baie, dar din moment ce plămânii ei se umpluseră cu lichid s-a prăbușit fără putere. Merivale l-a contactat pe Olivier, care era tratat pentru cancer de prostată într-un spital din apropiere. În autobiografia sa, Olivier descria „teama sa amarnică” când a plecat imediat spre locuința lui Leigh, pentru a o găsi pe Leigh întinsă pe pat. Olivier „a stat și s-a rugat pentru iertarea tuturor răutăților care interveniseră între ei”, înainte de a-l ajuta pe Merivale să pregătească funeraliile.
Trupul ei a fost incinerat la Blackboys, East Sussex, Anglia. O ceremonie în memoria sa a fost ținută la biserica St Martin-in-the-Fields, cu un tribut final adus de către John Gielgud. În Statele Unite, Leigh a devenit prima actriță care a fost omagiată de „Prietenii Bibliotecilor din Universitatea Californiei de Sud”. Ceremonia a fost condusă sub modelul unei ceremonii, cu selecții din filmele în care ea a jucat și tributuri aduse de diferiți oameni cu care ea a lucrat, precum George Cukor.

## Aprecieri critice
Vivien Leigh a fost considerată una dintre cele mai frumoase actrițe ale zilelor sale, iar regizorii au încercat să sublinieze această calitate în filmele în care a jucat. Când a fost întrebată dacă ea consideră că frumusețea ei a fost un handicap ea a declarat că „oamenii cred că, din moment ce arăți destul de bine, nu ești capabil să interpretezi, iar mie îmi păsa numai de interpretare, cred că frumusețea poate fi un mare handicap, dacă îți dorești să arăți ca și personajul pe care îl joci, care nu este de multe ori ca și tine”.
George Cukor a spus că Leigh era o „actriță desăvârșită, stânjenită de frumusețea sa”, iar Laurence Olivier a declarat faptul că el consideră că criticii „ar trebui să o aprecieze după rezultatele sale ca actriță și să nu se lase influențați tot timpul de frumusețea ei copleșitoare”. Garson Kanin a împărtășit aceeași opinie și a descris-o pe Leigh ca „o persoană uimitoare a cărei frumusețe răvășitoare a tins spre eclipsarea realizărilor sale din cariera de actriță. Marile frumuseți sunt rareori și mari actrițe — deoarece nu au nevoie să fie. Vivien era diferită; ambițioasă, perseverentă, serioasă, deseori inspirată”.
Leigh a explicat că a jucat „cât mai multe roluri diferite” în încercarea de a învăța cât mai multe despre meseria sa și pentru a risipi prejudecățile referitoare la abilitățile sale. Ea considera comedia mult mai dificil de jucat decât drama, deoarece necesita o precizie mai mare și că accentele ar trebui să cadă pe pregătirea actorului pentru roluri în comedii. La sfârșitul carierei sale, când a jucat în tragedii ale lui Shakespeare, ea a remarcat că „este mult mai ușor să faci oamenii să plângă decât să îi faci să râdă”.
Datorită primelor sale interpretări, Leigh s-a bucurat de succes în Regatul Unit, însă a rămas în mare parte necunoscută în restul lumii până la premiera filmului Pe aripile vântului. În luna decembrie a anului 1939, revista New York Times a scris: „Domnișoara Scarlett, interpretată de Leigh, a justificat  căutarea. Ea este de asemenea perfect proiectată pentru acest rol de artă și natură, în care alte actrițe ar fi de neconceput”. Odată cu creșterea popularității sale, ea a apărut pe coperta revistei Time în rolul lui Scarlett. În 1969, criticul Andrew Sarris a comentat că succesul filmului s-a datorat în mare parte „inspiratei distribuiri” a lui Leigh în rolul lui Scarlett, iar în 1998 a scris că „ea trăiește în mințile noastre ca o prezență dinamică, mai mult decât o prezență statică”. Criticul american de film Leonard Maltin e descris filmul ca fiind unul dintre cele mai bune ale tuturor timpurilor, scriind, tot în 1998, că Leight „și-a interpretat excepțional” rolul său.
Interpretarea sa din filmul Un tramvai numit dorință, a fost descrisă de către editorul britanic Phyllis Hartnoll drept o „dovadă de o mai mare putere ca și actriță decât arătase până atunci”, care a condus la o perioadă lungă de aprecieri de-a lungul căreia a fost considerată una dintre cele mai fine actrițe britanice. Discutând despre filmul Un tramvai numit dorință, Pauline Kael a spus că Leigh și Marlon Brando au avut „două dintre cele mai bune interpretări filmate vreodată”, iar despre Leigh a spus, separat că „a avut una dintre rarele interpretări despre care se poate spună că inspiră în deplinătate atât frica cât și jalea”.
Kenneth Tynan a ironizat interpretarea lui Leigh în producția Titus Andronicus (1955), spunând că ea nu a jucat cum trebuie unele scene dramatice. Acesta a fost doar unul dintre criticii care au reacționat negativ la interpretările actriței. Despre rolul jucat de ea în Macbeth a spus că a fost lipsit de caracteristica furie necesară jucării acestui rol. După moartea lui Leigh acesta și-a revizuit opinia spunând că reacția sa precedentă a fost „una dintre cele mai mari erori ale sale” pe care le-a făcut. Tynan a ajuns la concluzia că interpretarea lui Leigh, în rolul lui Lady Macbeth s-a axat mult mai mult pe alura sexuală a personajului, diferind astfel de interpretările obișnuite, care se axau pe partea dramatică a caracterului. După moartea actriței, unii critici au denumit interpretarea lui Leigh „una dintre cele mai mari contribuții ale sale aduse teatrului”.
În anul 1969, o placă comemorativă adusă lui Leigh a fost plasată în biserica actorilor, St Paul's, Covent Garden, iar în 1985 portretul său a apărut, alături de cele ale altor actori britanici, pe timbre poștale ce comemorau „Anul Filmului Britanic”.
British Library, din Londra a cumpărat documentele lui Laurence Olivier în anul 1999. Cunoscute sub numele de Arhiva lui Laurence Olivier, această colecție conține multe scrisori personale ale lui Vivien Leigh,  majoritatea fiind trimise lui Olivier. Documentele lui Vivien Leigh , conținând scrisori, fotografii, contracte și jurnale sunt în posesia fiicei sale, doamna Suzanne Farrington. În anul 1994, Biblioteca Națională a Australiei a cumpărat un album cu fotografii, numit „L & V O”, care este alcătuit din fotografii (573) aparținând familiei Olivier, făcute de-a lungul turneului din Australia din anul 1948. În prezent acestea sunt ținute drept dovezi ale evoluției industriei cinematografice din Australia.

## Premii și nominalizări
| An   | Film                     | Premiu                                                                          | Rezultat     |
| ---- | ------------------------ | ------------------------------------------------------------------------------- | ------------ |
| 1939 | Pe aripile vântului      | Premiul Oscar pentru cea mai bună actriță                                       | Câștigat     |
| 1939 | Pe aripile vântului      | Premiul criticilor de film din New York pentru cea mai bună actriță             | Câștigat     |
| 1951 | Un tramvai numit dorință | Premiul Oscar pentru cea mai bună actriță                                       | Câștigat     |
| 1951 | Un tramvai numit dorință | Premiul BAFTA pentru cea mai bună actriță într-un rol principal                 | Câștigat     |
| 1951 | Un tramvai numit dorință | Premiul Globul de aur pentru cea mai bună actriță într-o dramă                  | Nominalizare |
| 1951 | Un tramvai numit dorință | Premiul criticilor de film din New York pentru cea mai bună actriță             | Câștigat     |
| 1951 | Un tramvai numit dorință | Festivalul de film Veneția - Cupa Volpi                                         | Câștigat     |
| 1951 | Un tramvai numit dorință | Premiul Special Sant Jordi                                                      | Câștigat     |
| 1963 | Tovarich                 | Premiul Tony pentru cea mai bună actriță într-un rol principal dintr-un musical | Câștigat     |
| 1965 | Ship of Fools            | L'Étoile de Cristal pentru rolul principal                                      | Câștigat     |